# 230.ª Divisão de Infantaria (Alemanha)
A 230ª Divisão de Infantaria (em alemão:230. Infanterie-Division) foi uma unidade militar que serviu no Exército alemão durante a Segunda Guerra Mundial.

## Comandantes
| Comandante                                        | Data                                            |
| ------------------------------------------------- | ----------------------------------------------- |
| Generalleutnant Otto Schönherr                    | 15 de abril de 1942 - 10 de outubro de 1942     |
| Generalleutnant Konrad Menkel                     | 10 de outubro de 1942 - 10 de janeiro de 1944   |
| Generalleutnant Albrecht Baier                    | 10 de janeiro de 1944 - 20 de fevereiro de 1944 |
| Generalleutnant Konrad Menkel                     | 20 de fevereiro de 1944 - 1 de outubro de 1944  |
| Generalmajor Bernhard Pampel umbenannt in Pamberg | 1 de outubro de 1944 - 8 de maio de 1945        |

## Oficiais de operações
| Oberstleutnant Kurt Sengspiel | 15 de janeiro de 1943-20 de novembro de 1944  |
| Major Eberhard Siebeck        | 20 de novembro de 1944-25 de novembro de 1944 |
| Major Otto Auswöger           | 25 de novembro de 1944-1945                   |

## Área de operações
| Noruega | abril de 1942 - maio de 1945 |